# Hansenochrus gladiator
Espèce
Synonymes
- Schizomus gladiator Remy, 1961

Hansenochrus gladiator est une espèce de schizomides de la famille des Hubbardiidae.

## Distribution
Cette espèce est endémique du Suriname. Elle se rencontre vers Paramaribo.

## Description
Le mâle holotype mesure 4 mm.

## Publication originale
- Remy, 1961 : Sur l'écologie des Schizomides (Arachn. Uropyges) de mes récoltes, avec description de trois Schizomus nouveaux, capturés par J. van der Drift au Surinam. Bulletin du Muséum National d'Histoire Naturelle, Paris, sér. 2, vol. 33, no 4, p. 500-511 (texte intégral).